# Juan del Encina
Juan de Fermoselle, más conocido como Juan del Encina —en la grafía actual de su nombre— o Juan del Enzina —en grafía de la época— (12 de julio de 1468 - León, 1529), fue un poeta, músico y autor teatral del renacimiento español en la época de los Reyes Católicos. Junto a Juan de Anchieta, Juan de Urreda, Joan Cornago, Francisco de Peñalosa como uno de los mayores exponentes de la polifonía religiosa y profana en España de finales del siglo XV y principios del XVI, durante el reinado de los reyes católicos.
Alcanzó gran altura lírica en sus glosas y villancicos, cuya invención se le atribuye.
Como dramaturgo es considerado el iniciador y patriarca del teatro español. Su arranque se puede fechar en la Navidad de 1492, cuando representó ante los duques de Alba dos églogas teatrales en que unos pastores anuncian el nacimiento de Cristo.

## Biografía
Su lugar de nacimiento es desconocido. Algunos autores lo sitúan en Fermoselle (actualmente en la provincia de Zamora), algunos en la ciudad de Salamanca -en la calle de las Mazas, donde vivía su padre, zapatero de profesión- y otros en alguno de los municipios de la provincia de Salamanca que llevan la palabra encina en el nombre como Encina de San Silvestre o La Encina.
Se graduó en Leyes en la Universidad de Salamanca, donde tuvo como maestros a Antonio de Nebrija y quizás a su hermano Diego de Fermoselle, que fue catedrático de música. Se formó musicalmente en la capilla de música de la Catedral de Salamanca, que dirigió Fernando de Torrijos entre 1485 y 1498, donde entró como mozo de coro en 1484 y ascendió a capellán en 1490. A la muerte de Torrijos, Encina aspiró a su puesto de maestro de capilla, pero el cargo finalmente acabó recayendo en su amigo, Lucas Fernández, también autor dramático, lo que llevó a Encina a abandonar España y viajar a Italia.
En 1492, entró al servicio del segundo duque de Alba, Fadrique Álvarez de Toledo y Enríquez, en cuya corte se encargaría de organizar festejos y escribir comedias y música. En la noche de Navidad de 1492, se representaron por primera vez dos de sus églogas dramáticas, en el castillo de Alba de Tormes. Protegido de don Gutierre de Toledo, hermano del segundo duque, don Fadrique, vivió en la villa ducal. Tomó posesión por procuración del arcedianato de Málaga.[cita requerida]
A partir de 1498 vivió en Roma, donde gozó de la protección de varios papas, entre ellos Alejandro VI, Julio II y León X; este último lo apreció especialmente como cantante y lo tuvo como tal en su capilla. Estuvo viajando de Roma a España varias veces entre 1510 y 1519, hasta asentarse finalmente en León para desempeñar el priorato de la catedral que le concedió el papa en ese último año. El primer día de julio de 1519 partió como peregrino de Venecia hacia Jerusalén. Antes de regresar a Roma, en el Cenáculo, donde tuvo lugar la última cena de Jesucristo con sus apóstoles, Encina celebró su primera misa, en compañía de los franciscanos de la Custodia. El viaje está narrado en su Trivagia o Vía sagrada a Hierusalem (se menciona una edición de Roma, 1521) y lo resumió en un romance de 464 versos. Murió en León, desempeñando su priorato, en 1529. En 1534, sus restos se trasladaron a la catedral de Salamanca, donde permanece enterrado.[cita requerida]

## Obra
En su etapa al servicio del duque de Alba, aunque ya componía versos desde los catorce años, escribió entonces varias piezas dramáticas en asturleonés (concretamente en dialecto sayagués) como en su Auto del repelón, también en verso.
Como humanista, tradujo las Bucólicas de Virgilio, que sirvieron de inspiración para algunas de sus más célebres églogas dramáticas, en especial las pastoriles, como la Égloga de Plácida y Vitoriano, que se considera su obra maestra; es considerado junto con Lucas Fernández y Gil Vicente uno de los patriarcas o fundadores del teatro español. Escribió una preceptiva o Arte de trovar, y como poeta destacan especialmente sus villancicos y composiciones en la línea de la lírica cancioneril y trovadoresca en arte menor, por encima de las marcadas por la influencia de la escuela alegórico-dantesca (Triunfo de la Fama, dedicado a los Reyes Católicos; Triunfo del Amor, dedicado a don García de Toledo, primogénito de Fadrique Álvarez de Toledo, muerto en el desastre de los Gelves). Se hizo célebre su «Triste España sin ventura», lamento a la muerte del príncipe don Juan, en quien tantas esperanzas habían puesto el pueblo y sus padres, los Reyes Católicos.[cita requerida]

## Obra literaria

### Teatro
Juan del Encina se considera el patriarca del teatro español renacentista. Publicó en su Cancionero, de 1496, ocho églogas dramáticas de carácter religioso o cortesano, protagonizadas por pastores, en principio rústicos (que se expresan en sayagués, un dialecto convencional y literario con rasgos del leonés), pero que con el tiempo darán lugar a otros más idealizados que entroncan con la literatura pastoril.[cita requerida]
En la Navidad de 1492, representó ante los duques de Alba dos églogas en que unos pastores anuncian el nacimiento de Cristo. Las églogas III y IV constituyen un díptico sobre la pasión y resurrección de Jesús. Sin embargo, el asunto típico de sus dramas es profano. La V y VI tratan de comilonas carnavalescas previas a la Cuaresma. El Auto del repelón prefigura los pasos de Lope de Rueda y trata de burlas que unos estudiantes gastan a atemorizados pastores. En las últimas églogas (VII y VIII) los pastores aparecen como rústicos o cortesanos en función de las peripecias de la intriga. La IX, titulada Las grandes lluvias, incorpora aspectos de su realidad histórica y quizá un significado social.[cita requerida]
En una segunda época, Encina compone tres obras mucho más desarrolladas: las églogas de Cristino y Febea, la de Fileno, Zambardo y Cardonio y la de Plácida y Vitoriano (1513), considerada su obra maestra, que consta de 2580 versos. En Cristino y Febea, se da el conflicto entre el amor cristiano (Cristino) y el pagano (Febea), vencido por esta última, bella ninfa que hace que Cristino escoja el amor profano. La égloga de Fileno, Zambardo y Cardonio es una tragedia en la que Fileno, desesperado por su pasión amorosa hacia Zefira (que no aparece en escena), se suicida a pesar de los esfuerzos de Zambardo y Cardonio para evitarlo.[cita requerida]

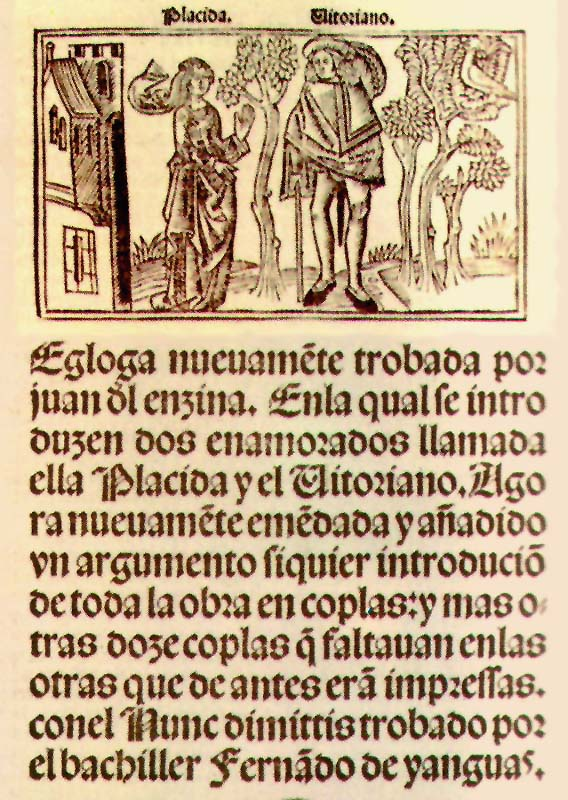
Portada de la Égloga de Plácida y Vitoriano

La Égloga de Plácida y Vitoriano es la más compleja de las creaciones dramáticas de este autor, con una intriga más desarrollada, un espacio dramático muy dinámico que combina la naturaleza y la ciudad, la aldea y la corte. Además de los pastores, rústicos (Gil, Pascual) o cortesanos (Plácida, Vitoriano, Suplicio), se incorporan personajes mitológicos (Mercurio y Venus) que tienen un papel funcional en la obra que, yendo encaminada a la tragedia, se convierte en comedia al resucitar Mercurio a Plácida, tras haber sucumbido a sus desgracias amorosas. Interviene también el mundo del hampa, con personajes que provienen de la tradición celestinesca: Eritea (trasunto de Celestina) y Fulgencia (de sus pupilas Elicia o Aréusa). Pero, representada ante numerosos cortesanos españoles e italianos, Federico Gonzaga, el embajador español y muchos obispos, no gustó demasiado, pues, según escribió Stazio Gadio al duque de Mantua, "per quanto dicono spagnoli non fu molto bella et pocho delettò al signor Federico".[cita requerida]

#### Obras dramáticas
- Auto del repelón
- Égloga de Cristino y Febea
- Égloga de Fileno, Zambardo y Cardonio
- Égloga de las grandes lluvias
- Égloga de Mingo, Gil y Pascuala
- Égloga de Plácida y Vitoriano[5][6]
- Égloga representada en la mesma noche de Navidad
- Égloga representada en la noche de la Natividad
- Égloga representada en la noche postrera de Carnal
- Égloga representada en requesta de unos amores
- Égloga representada la mesma noche de Antruejo
- Representación a la santíssima Resurrección de Cristo
- Representación de la Passión y muerte de Nuestro Redentor
- Representación sobre el poder del Amor

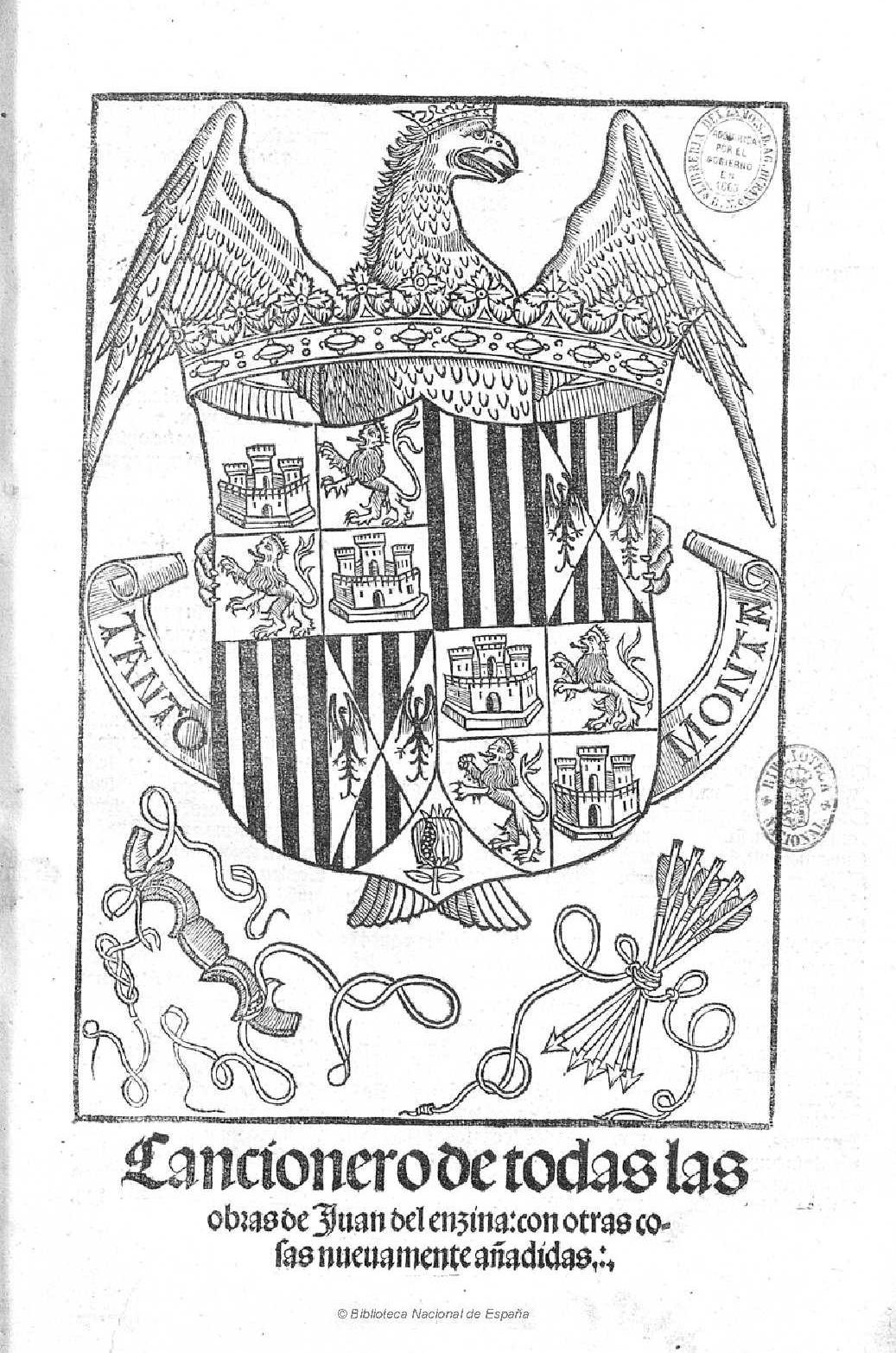
Portada del Cancionero, de Juan del Encina (1496).

### Lírica
- Cancionero de Juan del Encina: primera edición, Salamanca, 1496; Sevilla, 1501; Burgos, 1505; Salamanca, 1507; Zaragoza, 1512; Zaragoza, 1516, etc.; reimpresión facsímil de la primera, Madrid, Real Academia Española, 1989. Contiene:
  - Arte de poesía castellana
  - Paráfrasis de las Églogas de Virgilio
  - Poesías religiosas y devotas
  - Poemas alegóricos:
    - El triunfo de la Fama
    - El triunfo del Amor
    - Tragedia trovada a la dolorosa muerte del príncipe don Juan

  - Poesías de amores y de burlas
  - Glosas y villancicos
  - Representaciones dramáticas, incluidas en el apartado de teatro.

### Otras
- Tribagia o Vía sacra de Hierusalem, Roma, 1521.

La Tribagia o Vía sacra de Hierusalem de Juan del Encina fue posiblemente publicada por las prensas de Roma en 1521, aunque no hay constancia de ninguna edición de la obra que Hernando Colón cita en su obra y que luego fue descrita por Nicolás Antonio en su Bibliotheca Hispana Nova. 
Encina adelanta su Tribagia con el ánimo de saberse de nuevo exitoso ante el público lector.
Modernamente, el texto de la Tribagia ha recibido poca atención. El juicio de Menéndez y Pelayo, que la tachó de «puro inventario, sin ningún color poético en versos que apenas lo parecen», hizo que no tuviera tanta importancia.
Esta obra se ha considerado una obra postiza y extemporánea, ya que Encina era conocido por ser un autor importante de una extensa obra poética, sus obras han sido representadas y su música recogida en los cancioneros. En este contexto, la Tribagia no logró la misma consideración que las otras obras. 
La Tribagia es un largo poema de doscientas trece coplas de arte mayor (esto lo hizo para resaltar su obra ante Laberinto de Fortuna) en las que el poeta, al recapitular en la última estrofa, distingue trece coplas de preludio, en el cual se distingue una introducción personal y poética, y después el relato de peregrinación, las doscientas coplas restantes, en la cuales se aprecia una llamada a la cristiandad en contra oposición de los turcos.
Este modo de composición coincide con el propuesto por la teoría clásica según Quintiliano o Servio para la que el poema debía constar de propositio, invocatio y narratio.[cita requerida]
Además, de entre los relatos de peregrinación a Tierra Santa que se conservan, el de Encina es, que se sepa, en lo que respecta al ámbito castellano, uno de los primeros en utilizar el verso.
El título de la obra es un compuesto del griego (Tribos, carrera o vía, y agia, santa o sin falsía). Peregrinar significa, ante todo, tomar la vía santa de Jerusalén, de la Redención. Este fin trascendente y espiritual del viaje es el que reconoce inmediatamente el lector de la época. El viaje se convierte así en un viaje iniciático en el que el itinerario, la narración exterior del viaje y la visita de los santos lugares describen necesariamente al lector un trayecto interior de meditación a través de la contemplación. El viaje es descubrimiento.
La Tribagia se ha considerado una obra de datos personales del autor de actitudes religiosas, aunque es un relato de peregrinación a la Tierra Santa.
Su viaje comenzó en 1519 cuando emprende su viaje a Jerusalén con la finalidad de visitar los santos lugares. Por entonces se hallaba en Roma y tenía 50 años. Desde Roma se dirige a Venecia. El 30 de junio se embarca en la nao Coresa. Entre los peregrinos, se encuentra al Marqués de Tarifa (Fadrique Enríquez de Ribera y adelantado de Andalucía) que había salido con el mismo objetivo que Juan del Encina.
Encina aprovecha la travesía para trabar amistad. Juntos continúan este periplo, en el que invierten algo más de cuatro meses. El 5 de noviembre de 1519 regresan a Venecia. Del viaje conservamos, por un lado, la relación en prosa de Fadrique Enríquez, impresa por primera vez en 1521, en la imprenta de su palacio. Por otro, de la pluma de Juan del Encina, se conocen siete composiciones. Éstas se contienen, junto con la relación del viaje del Marqués, en el manuscrito de la Biblioteca Nacional de España, lo que permite a Vicente Beltrán afirmar que estamos ante un verdadero «ciclo poético». Encontramos los encabezamientos de los manuscritos de este viaje:
[1]Tribagia (fols.15or-18)Y);

[2]Romançe y suma de todo el viaje de juan del Enzina (fols186r-19ov); 

[3]Villançico de juan del Enzina (fols.19ov-191r);

[4]Villançico a la Tierra Sancta de juan del Enzina (fol 19Ir); 

[5]Villançico contra haziendo a los mócaros que sienpre van ynportunando a los peregrinos con demandas de juan del Enzina (fol.191v);

[6]Al señor Cardenal de Sancta Cruz patriarca gerosolimitano sobre el mal reparo de la casa del patriarca que en Jerusalén está (fols.191v-193r);

[7]De un verso latino conpuesto y glosado por el mesmo abtor sobre el nonbre suyo y dela obra deste su viaje (fol.193r).
Esta obra contiene todas las características de un libro de viajes y peregrinación, ya que el viaje es una parte fundamental en la narración, escrita por grandes viajeros, grandes escritores que no narran únicamente el viaje, sino que incorporan la visión del autor de las personas que habitan los lugares por los que pasan, sus costumbres, intereses, su forma de vida, su relación con ellos.
Finalmente, a lo largo de la obra se puede observar que tiene como fuentes a los clásicos, esto se puede ver en la propia estructura de la obra. Mena encajaba la propositio con el prólogo y la narratio con las doscientas coplas siguientes y utilizaba el arte mayor.

## Obras musicales
A continuación, se detallan las obras musicales de Juan del Encina. Los códigos de la columna de «Fuentes» musicales se especifican más abajo. Los de la columna de «Grabaciones» se especifican en la sección «Discografía».
| N.º | Obra                                     | Voces | Forma musical        | Fuentes            | Grabaciones                                                                         | Comentarios                       |
| --- | ---------------------------------------- | ----- | -------------------- | ------------------ | ----------------------------------------------------------------------------------- | --------------------------------- |
| 1   | Lochorro va torrat                       |       | villancico           | CMP                | CHR                                                                                 |                                   |
| 2   | No quiero tener querer                   |       | villancico           | CMP                | ANT                                                                                 | Música anónima atribuida a Enzina |
| 3   | No quiero que me consienta               |       | villancico           | FRO                | ANT                                                                                 | Música anónima atribuida a Enzina |
| 4   | Partístesos, mis amores                  |       | villancico           | CMP                | ANT                                                                                 |                                   |
| 5   | Todos los bienes del mundo               |       | villancico           | CMP, FLO           | ANT, JOC, RIC, ACC, MAG, CAT, CON, WIM, REI, DAE                                    |                                   |
| 6   | Pues que ya nunca nos veis               |       | villancico           | CMP                | ANT, LAN                                                                            |                                   |
| 7   | El que tal señora tiene                  |       | villancico           | CMP                | ANT                                                                                 |                                   |
| 8   | Pues que mi triste penar                 |       | villancico           | CMP                | ANT, JOU                                                                            |                                   |
| 9   | Caldero y llave, madona                  |       | villancico           | CMP, FLO           | ANT                                                                                 |                                   |
| 10  | Más quiero morir por veros               |       | villancico           | CMP                | ANT                                                                                 |                                   |
| 11  | Partir, coraçón, partir                  |       | villancico           | CMP                | ANT                                                                                 |                                   |
| 12  | Revelóse mi cuidado                      |       | villancico           | CMP                | ANT                                                                                 |                                   |
| 13  | No tienen vado mis males                 |       | villancico           | CMP, CME, UPS      | ANT, GUI, AKA                                                                       |                                   |
| 14  | Tan buen ganadico                        |       | villancico           | CMP                | ANT, CAN, OAK, TER, MAP                                                             |                                   |
| 15  | Ay, triste, que vengo                    |       | villancico           | CMS                | ANT, HES, ANG, EMC, KIN, LAN, RON, ACC, RIC, DUF, CDM                               |                                   |
| 16  | O, castillo de Montanges                 |       | villancico           | CMP                | ANT, CHR                                                                            | Música anónima atribuida a Enzina |
| 17  | ¡Cucú, cucú, cucucú!                     |       | villancico           | CMP                | ANT, HES, RES, CAN, THO, FAG, NOT                                                   |                                   |
| 18  | Ya no quiero tener fe                    |       | villancico           | CMP, CMS           | ANT, MAY, DAE, BOR                                                                  |                                   |
| 19  | Congoxa más que crüel                    |       | villancico           | CMP                | ANT                                                                                 |                                   |
| 20  | Razón que fuerça no quiere               |       | villancico           | CMP                | ANT                                                                                 |                                   |
| 21  | Serviros i bien amaros                   |       | villancico           | CMP                | ANT                                                                                 |                                   |
| 22  | Fata la parte                            |       | villancico           | CMP                | ANT, HES, CHR, CHA, ACC, MAG, CON, TER, CDM, CIB                                    |                                   |
| 23  | Pues no te duele mi muerte               |       | villancico           | CMP                | ANT                                                                                 |                                   |
| 24  | Pues amas, triste amador                 |       | villancico           | CMP                | ANT                                                                                 | Música anónima atribuida a Enzina |
| 25  | No se puede llamar fe                    |       | villancico           | CMP                | ANT                                                                                 | Música anónima atribuida a Enzina |
| 26  | Si abrá en este baldrés                  |       | villancico           | CMP                | ANT, HES, KIN, ROM, ACC, PIF, VIR, CDM                                              |                                   |
| 27  | Ya no quiero ser vaquero                 |       | villancico           | CMP, CMS           | ANT                                                                                 |                                   |
| 28  | Paguen mis ojos, pues vieron             |       | villancico           | CMP                | ANT                                                                                 |                                   |
| 29  | Para verme con ventura                   |       | villancico           | CMP, CMS, UPS      | ANT, GUI                                                                            |                                   |
| 30  | Ya no spero qu'en mi vida                |       | villancico           | CMP                | ANT                                                                                 |                                   |
| 31  | Ya cerradas son las puertas              |       | villancico           | CMP                | ANT                                                                                 |                                   |
| 32  | Amor con fortuna                         |       | villancico           | CMP                | ANT, HES, ATR, DAN, THO, LAN, DIF, CAT, CDM                                         |                                   |
| 33  | Vuestros amores é, señora                |       | villancico           | CMP                | ANT, CHR, DUF                                                                       |                                   |
| 34  | Yo me estaba reposando                   |       | romance              | CMP                | ANT, SEP                                                                            |                                   |
| 35  | Señora de hermosura                      |       | romance              | CMP                | ANT, BIN, CDM                                                                       |                                   |
| 36  | Una sañosa porfía                        |       | romance              | CMP                | ANT, HES, COH, CHR, WAV, CAM, MIN, FIC, OLA                                         |                                   |
| 37  | Pésame de vos, el conde                  |       | romance a diálogo    | CMP                | ANT                                                                                 |                                   |
| 38  | Pues que jamás olvidaros                 |       | canción              | CMP, CMS, FRO, DEF | ANT, PAL, ACC, CAP                                                                  |                                   |
| 39  | Es la causa bien amar                    |       | canción              | CMP                | ANT                                                                                 |                                   |
| 40  | Los sospiros no sosiegan                 |       | canción              | CMP, FRO           | ANT, GOT, BEG, CDM                                                                  |                                   |
| 41  | Mortal tristura me dieron                |       | canción              | CMP                | ANT, HES                                                                            |                                   |
| 42  | Ya soy desposado                         |       | vegada               | CMP                | ANT, CAM, VIR                                                                       |                                   |
| 43  | Una amiga tengo, hermano                 |       | vegada               | CMP, CME           | ANT, CON                                                                            |                                   |
| 44  | Antonilla es desposada                   |       | vegada               | CMP                | ANT, DAN, CHR, CAN, JOU                                                             |                                   |
| 45  | Quédate, carillo, adiós                  |       | vegada               | CMP                | ANT, HES                                                                            |                                   |
| 46  | Romerico, tú que vienes                  |       | villancico a diálogo | CMP, CMS, CME      | ANT, VAL, BER, COM, ALT, SPI, DAE, UFF                                              |                                   |
| 47  | Dezidme, pues sospirastes                |       | villancico a diálogo | CMP                | ANT, MAG                                                                            |                                   |
| 48  | Pedro, bien te quiero                    |       | villancico a diálogo | CMP                | ANT, DAN, ACC, CON, CDM                                                             |                                   |
| 49  | Remediad, señora mía                     |       | villancico a diálogo | CMP                | ANT                                                                                 | Música anónima atribuida a Enzina |
| 50  | Pelayo, ten buen esfuerço                |       | villancico a diálogo | CMP, CMB           | ANT                                                                                 |                                   |
| 51  | Despierta, despierta tus fuerças, Pegaso |       | dezir y cantar       |                    | ANT, HES                                                                            |                                   |
| 52  | Triste España sin ventura                |       | dezir y cantar       | CMP                | ANT, HES, RES, MUN, MAD, NEF, CAN, LAN, OLA, CAP, NOT                               |                                   |
| 53  | A tal pérdida tan triste                 |       | dezir y cantar       | CMP                | ANT, HES                                                                            |                                   |
| 54  | ¿Qu'es de ti, desconsolado?              |       | cantata              | CMP                | ANT, HES, SPA, DAN, ROM, ARA, ACC, OLA, PAN, CDM, REI                               |                                   |
| 55  | Levanta, Pascual, levanta                |       | cantata              | CMP                | ANT, HES, NEF, ACC, RES, MIN, FIC, CAP, REI                                         |                                   |
| 56  | ¿A quién devo yo llamar?                 |       | cantata              | CMP                | ANT                                                                                 |                                   |
| 57  | Por vnos puertos arriba                  |       | cantata              |                    | ANT                                                                                 | Música de Antonio Ribera          |
| 58  | ¿Quién te traxo, cavallero?              |       | cantata              | CMP, CME           | ANT, MAP, CIB                                                                       |                                   |
| 59  | Mi libertad en sossiego                  |       | cantata              | CMP                | ANT, GOT, CAN, BIN, MIN, MAG, DUF                                                   |                                   |
| 60  | Si amor pone las escalas                 |       | cantata              | CMP                | ANT, CDM                                                                            |                                   |
| 61  | Soy contento, vos servida                |       | cantata              | CMP                | ANT                                                                                 |                                   |
| 62  | Más vale trocar                          |       | cantata              | CMP                | ANT, HES, KIN, GEN, CHR, ROM, BIN, VIR, MAG                                         |                                   |
| 63  | ¡O, Reyes Magos benditos!                |       | cantata              | CMP                | ANT                                                                                 |                                   |
| 64  | Por muy dichoso se tenga                 |       | cantata              | CMP, CMS           | ANT                                                                                 | Música anónima atribuida a Enzina |
| 65  | Pues que tú, Reyna del cielo             |       | cantata              | CMP                | ANT, CAN                                                                            | Música anónima atribuida a Enzina |
| 66  | El que rige y el regido                  |       | cantata              | CMP                | ANT, HESENC, MAG, CAP                                                               |                                   |
| 67  | Nuevas te trayo, carillo                 |       | villancico bipartido | CMP, CMC           | ANT                                                                                 |                                   |
| 68  | Dacá, baylemos, carillo                  |       | villancico bipartido | CMP                | ANT, CAM, FIC, PAN, CDM                                                             |                                   |
| 69  | Ninguno cierre las puertas               |       | villancico de égloga | CMP                | ANT                                                                                 |                                   |
| 70  | Gran gasajo siento yo                    |       | villancico de égloga | CMP, CMS           | ANT                                                                                 | Música anónima atribuida a Enzina |
| 71  | Gasagémonos de huzia                     |       | villancico de égloga | CMP                | ANT                                                                                 |                                   |
| 72  | Hoy comamos y bebamos                    |       | villancico de égloga | CMP                | ANT, HES, PAR, KIN, GEN, DAN, WAV, ROM, REN, ACC, VIR, SAV, UMB, ORL, DUF, CDM, ROS |                                   |

Estas obras se encuentran en las siguientes fuentes:
- CMP — Madrid, Biblioteca Real, MS II - 1335 (Cancionero de Palacio)
- CMS — Segovia, Catedral, Archivo Capitular, s.s. (Cancionero de Segovia)
- UPS — Cancionero de Upsala
- CMB — Barcelona, Biblioteca de Catalunya, Ms 454 (Cancionero de Barcelona)
- CME — Elvas, Biblioteca Municipal Publia Hortensia, Ms 11793 (Cancionero de Elvas)
- FLO — Florencia, Biblioteca Nazionale Centrale, Magl. XIX 107 bis
- FRO — Frottole [¿libro segundo, Nápoles, Caneto, 1516?] (Florencia, Biblioteca Marucelliana)
- DEF — Juan IV de Portugal, Defensa de la música moderna (Lisboa, 1649).

## Discografía
Existen dos grabaciones dedicadas íntegramente a Juan del Encina. La de Pro Música Antiqua de Madrid, que es una grabación integral en cuatro discos y la de Jordi Savall, de 1991, dirigiendo a Hespèrion XX (Canciones & villancicos). El resto de las grabaciones solo incluyen algunas obras sueltas del compositor, pero se incluyen aquí para dar una referencia lo más exhaustiva posible.
La discografía que viene a continuación se ordena según el año de grabación, aunque se incluye la edición más moderna en CD. Solo se citan los discos originales, no los que son recopilaciones.
- ¿¿?? — [MAY] Mayrat. El Viaje del Agua. Grupo Odres. Saga WKPD-10/2035.
- 1960 — [ANG] Victoria de los Ángeles — Spanish Songs of the Renaissance. Victoria de los Ángeles. Ars Musicae de Barcelona. José María Lamaña. . Se puede encontrar en CD ensamblado con otras grabaciones en: Victoria de los Ángeles — Cantos de España. EMI Classics 7243 5 66 937 2 2 (4 CD).
- 1968 — [RES] Music from the Time of Christopher Columbus. Musica Reservata. Philips 432 821-2 PM.
- 1970 — [EMC] Music of the Royal Courts of Europe 1150-1600. Early Music Consort of London. David Munrow. Reeditado en CD como: The Pleasures of the Royal Courts. Elektra Nonesuch 9 71326-2.
- 1971 — [VAL] El Camino de Santiago. Cantos de peregrinación. Escolanía y Capilla Musical de la Abadía del Valle de los Caídos. Leoncio Diéguez. Laurentino Sáenz de Buruaga. Cuarteto y Grupo de Instrumentos Antiguos Renacimiento. Ramón Perales de la Cal. EMI (Odeón) 7243 5 67051 2 8.
- 1973 — [MUN] Music from the court of Ferdinand and Isabella. Early Music Consort of London. David Munrow.. Se puede encontrar en CD ensamblado con otras grabaciones en: Music for Ferdinand and Isabella of Spain — Instrumemts of the Middle Ages & Renaissance. Testament SBT 1251 .
- 1974 — [BER] Old Spanish Songs. Spanish songs from the Middle Ages and Renaissance. Teresa Berganza. Narciso Yepes. . Se puede encontrar en CD ensamblado con otras grabaciones en: Canciones españoles. Deutsche Grammophon 435 648-2.
- 1974 — [JOC] Antik Musik på Wik — Early Music at Wik. Joculatores Upsaliensis. . Se puede encontrar en CD ensamblado con otras grabaciones en: Antik Musik på Wik — Early Music at Wik. Bis CD 3.
- 1976 — [SPA] Weltliche Musik im Christlichen und Jüdischen Spanien (1450-1550). Hespèrion XX. Jordi Savall. Virgin Veritas Edition 61591 (2 CD).
- 1977 — [PAR] Ars Antiqua de Paris à la Sainte Chapelle. Ars Antiqua de Paris. Coda 9605-1.
- 1979 — [ATR] Villancicos — Chansons populaires espagnoles des XVe et XVIe siècles. Atrium Musicae de Madrid. Gregorio Paniagua. Harmonia mundi «Musique d'Abord» HMA 190 1025.
- 1980 — [MAD] La Spagna. 15th & 17th Century Spanish Variations. Atrium Musicae de Madrid. Gregorio Paniagua. Bis CD-163.
- 1981 — [ANT] Obra Musical Completa de Juan del Enzina. Miguel Á. Tallante. Pro Mvsica Antiqva de Madrid y solistas. Nueva edición (1990): MEC 1024 a 1027 CD
- 1984 — [COM] Romeros y Peregrinos. Grupo Universitario de Cámara de Compostela. Carlos Villanueva Abelairas. EMI Classics CB-067.
- 1986 — [COH] L'homme armé: 1450-1650. Musique de guerre et de paix. Boston Camerata. Joel Cohen. Erato ECD 88168.
- 1987 — [KIN] Music from the Spanish Kingdoms. Circa 1500 Ensemble. CRD 3447.
- 1988 — [RIC] Music from the time of Richard III. Yorks Waits. Saydisc CD-SDL 364.
- 1988 — [GEN] Musica dell'época di Cristoforo Colombo. I Madrigalisti di Genova. L. Gamberini. Ars Nova CDAN 173.
- 1989 — [DAN] El Cancionero Musical de Palacio. Musik aus der Zeit der Katholischen Könige in Spanien, 1450-1550. Ensemble Danserye. Preiser Records 90028.
- 1991 — [DAE] El Cancionero de la Catedral de Segovia. Ensemble Daedalus. Roberto Festa. Accent ACC 9176. 1991. Contiene Justa fue mi perdiçión.
- 1991 — [HES] Juan del Encina: Romances y villancicos. Jordi Savall. Hespèrion XX. Astrée (Naïve) ES 9925.
- 1991 — [PAL] El Cancionero de Palacio, 1474-1516. Música en la corte de los Reyes Católicos. Hespèrion XX. Jordi Savall. Astrée (Naïve) ES 9943.
- 1991 — [CHR] From a Spanish Palace Songbook. Music from the time of Christopher Columbus. Margaret Philpot, Shirley Rumsey, Christopher Wilson. Hyperion «Helios» 55097.
- 1991 — [CHA] Chansons — Danses — Musiques Médiévales et Renaissances. Ensemble Jehan de Channey. De plein Vent CD 1989-04.
- 1992 — [NEF] Music for Joan the Mad. Spain 1479-1555. La Nef. Sylvain Bergeron. Dorian Discovery 80128.
- 1992 — [WAV] 1492 — Music from the age of discovery. Waverly Consort. Michael Jaffee. EMI Reflexe 54506.
- 1993 — [ALT] In Gottes Namen fahren wir. Pilgerlieder aus Mittelalter und Renaissance. Odhecaton, Ensemble für alte Musik, Köln. FSM 97 208.
- 1993 — [GOT] The Voice in the Garden. Spanish Songs and Motets, 1480-1550. Gothic Voices. Christopher Page. Hyperion 66653.
- 1993 — [AKA] Amando e Desiando. Spanish and italian music from the 16th century. Akantus. Alice Musik Produktion ALCD 010
- 1994 — [SEP] Sephardic Songs in the hispano-arabic tradition of medieval Spain. (Canciones Sefardíes de la tradición hispanoárabe en la España medieval. Ballads of the Sephardic Jews). Sarband. Vladimir Ivanoff. Jaro 4206-2. Sonifolk 21 115. Dorian Recordings DOR-93190.
- 1995 — [CAN] Canciones, Romances, Sonetos. From Juan del Encina to Lope de Vega. La Colombina (grupo). Accent 95111.
- 1995 — [ROM] Al alva venid. Música profana de los siglos XV y XVI. La Romanesca. José Miguel Moreno. Glossa 920203.
- 1995 — [CAM] Songs and dances from the Spanish Renaissance. Camerata Iberia. MA Records MA 035A.
- 1995 — [THO] A Royal Songbook. Spanish Music from the time of Columbus. Musica Antiqua of London. Philip Thorby. Naxos 8.553325.
- 1995 — [LAN] Landscapes. Three centuries of world music. David Bellugi et al. Frame 9506.
- 1995 — [RON] A Song of David. Music of the Sephardim and Renaissance Spain. La Rondinella. Dorian Discovery DIS-80130.
- 1995 — [REN] Odyssey. Progressive Performance of ancient songs. New World Renaissance Band. Nightwatch 1006.
- 1995 — [ARA] Des Croisades à Don Quichotte. Musique du pourtour méditerranéen (XIIe-XVIe siècles). Ensemble vocal et instrumental Arabesque. Domitille de Bienassis. Solstice SOCD 125.
- 1996 — [ACC] Cancionero Musical de Palacio. Ensemble Accentus. Thomas Wimmer. Naxos 8.553536.
- 1996 — [BIN] Sola m'ire. Cancionero de Palacio. Ensemble Gilles Binchois. Dominique Vellard. Virgin Veritas 45359.
- 1996 — [FAG] All the King's Men. Henry VIII & the Princes of the Renaissance. I Fagiolini. Robert Hollingworth. Concordia. Mark Levy. Metronome 1012.
- 1996 — [PIF] Los Ministriles. Spanish Renaissance Wind Music. Piffaro, The Renaissance Band. Joan Kimball, Robert Wiemken. Archiv 453 441.
- 1996 — [RES] Resonanzen '96. Musik aus den Habsburgerlanden. Varios grupos. ORF «Edition Alte Musik» CD 091 (2 CD).
- 1997 — [RIC] A Ricolta Bubu — Medieval and Renaissance Music. Bob, Frank en Zussen. Pavane ADW 7391.
- 1998 — [MIN] Court and Cathedral. The two worlds of Francisco de Peñalosa. Concentus Musicus Minnesota. Arthur Maud. Meridian 84406.
- 1998 — [JOU] Sephardic Journey. Spain and the Spanish Jews. La Rondinella. Dorian DOR 93 171.
- 1998 — [FIC] De Antequara sale un moro. Musique de l'Espagne chrétienne, maure et juive vers 1492. Ensemble Música Ficta. Carlos Serrano. Jade 74 321 79256-2.
- 1998 — [BEG] Cartas al Rey Moro. Begoña Olavide. Jubal JMPA 001.
- 1998 — [UFF] Música no tempo das Caravelas. Música Antiga da UFF.
- 1999 — [VIR] Bella de vos som amorós. La Música en la Corte de los Reyes Católicos y Carlos I. Capella Virelai. Jordi Reguant. La mà de guido 2035.
- 1999 — [SAV] La Folia, 1490-1701. Corelli, Marais, Martín y Coll, Ortiz, & Anónimos. Jordi Savall et al. Alia Vox AV 9805 (CD). Alia Vox AVSA 9805 (SACD-H).
- 1999 — [UMB] Chacona. Renaissance Spain in the Age of Empire. Ex Umbris. Dorian 93207.
- 2000 — [DIF] Diferencias — A Journey through Al-Andalus and Hispania. Codex Huelgas — Villancicos. Ensemble Diferencias. Conrad Steinmann. Divox Antiqua CDX-79809.
- 2000 — [OAK] Piva. Renaissance Song of Italy and Spain. Live Oak. Gyre Music 10032.
- 2000 — [MAG] Plaser y gasajo. Música cortesana en tiempos del Papa Alejandro VI. Capella de Ministrers. Carles Magraner. Auvidis Ibèrica (Naïve) AVI 8027.
- 2000 — [CAT] Carlos V. Mille Regretz: La Canción del Emperador. La Capella Reial de Catalunya y Hespèrion XXI. Jordi Savall. Alia Vox AV 9814 (CD). Alia Vox AVSA 9814 (SACD-H).
- 2000 — [SPI] Pilgerwege. Freiburger Spielleyt. Verlag der Spielleute CD 0003.
- 2000 — [MAY] Nunca fue pena mayor. Música Religiosa en torno al Papa Alejandro VI. Capella de Ministrers y Cor de la Generalitat Valenciana. Carles Magraner. Auvidis Ibèrica (Naïve) AVI 8026.
- 2001 — [CON] Constantinople. Musique du Moyen Âge et de la Renaissance. Kiya Tabassian & Ensemble Constantinople. ATMA ACD2 2269.
- 2001 — [GUI] Cançoner del duc de Calàbria. Duos i Exercicis sobre els vuit tons. In Canto. La mà de guido 2043.
- 2001 — [TER] ¡Baylado!. Music of Renaissance Spain. The Terra Nova Consort. Dorian 90298.
- 2001 — [ORL] Food, Wine & Song. Music & Feasting in Renaissance Europe. Orlando Consort. Harmonia Mundi HMU 90 7314.
- 2002 — [OLA] A las puertas de Granada. Begoña Olavide. Mudéjar. Jubal JMPA 005.
- 2002 — [DUF] Cancionero. Music for the Spanish Court 1470-1520. The Dufay Collective. Avie AV0005.
- 2002 — [WIM] Misteris de Dolor. Cantos sacros de Catalunya y Polifonía instrumental española — ss. XVI-XVII. Accentus Austria. Thomas Wimmer. Pneuma PN-410.
- 2002 — 'Hoy comamos y bebamos. Coro Justicia de Aragón. Susana Sarfson. Séptimo Cielo, Zaragoza.
- 2003 — [PAN] La Conquista de Granada — Isabel la Católica. Las Cortes europeas, los Cancioneros y Música Nazarí. Música Antigua. Eduardo Paniagua. Pneuma PN-660.
- 2003 — [NOT] El Fuego. Musique polyphonique profane di Siècle d'Or. Música de la Corte. Eduardo Notrica. Voice of Lyrics VOL BL 703
- 2004 — [CAP] Isabel I, Reina de Castilla. Luces y Sombras en el tiempo de la primera gran Reina del Renacimiento 1451-1504. La Capella Reial de Catalunya & Hespèrion XXI. Jordi Savall. Alia Vox AV 9838 (CD). Alia Vox AVSA 9838 (SACD-H).
- 2004 — [CDM] Cancionero de Palacio. Capella de Ministrers. Carles Magraner. Licanus CDM 0409.
- 2005 — [MAP] Música cortesana en la Europa de Juana I de Castilla 1479-1555. Las Cortes europeas y los Cancioneros. Música Antigua. Eduardo Paniagua. Pneuma PN-710.
- 2005 — [ROS] In Vino. Wine in music from the 15th and 16th Centuries. La Rossignol. Tactus 400004.
- 2006 — [REI] Christophorus Columbus. Paraísos Perdidos. Hespèrion XXI. La Capella Reial de Catalunya. Jordi Savall. Alia Vox AVSA 9850 A+B (2 SACD-H).
- 2006 — [BOR] Borgia. Música religiosa en torno al papa Alejandro VI (1492-1503). Capella de Ministrers. Carles Magraner. Licanus CDM 0616.
- 2006 — [CIB] La Spagna. Felipe I El Hermoso. Mecenas de la música europea. Camerata Iberia. Juan Carlos de Mulder. Open Music BS 059 CD